# Peter Narup
Peter Narup, född 22 juni 1969 i Östersund, är en svensk curlingspelare. Han spelar etta i Peja Lindholms lag som blev världsmästare 1997, 2001 och 2004 och som vunnit flera andra VM- och EM-medaljer. 
Peter Narup bor i Svinninge med sin fru Sofia Narup och två barn, Alfred och Greta Narup. Sofia Narup har sedan tidigare en son som heter Jakob Odmark.
Narup deltog i Olympiska vinterspelen 1998 i Nagano, 2002 i Salt Lake City samt 2006 i Turin.